# 斯塔爾萊特 (印地安納州)
斯塔爾萊特（英語：Starlight）是位於美國印地安納州克拉克縣的一個非建制地區。該地的面積和人口皆未知。

## 地理
斯塔爾萊特的座標為38°24′54″N 85°53′33″W / 38.41500°N 85.89250°W，而該地的平均海拔高度為286米（即938英尺）。